# Andriuszyno (obwód irkucki)
Andriuszyno (ros. Андрюшино) – wieś (sieło) w Rosji, w obwodzie irkuckim, w rejonie kujtuńskim. W 2010 liczyła 668 mieszkańców.